# De ludo scachorum
De ludo scachorum (Sul gioco degli scacchi) è un manoscritto redatto in volgare attorno al 1500 dal matematico del Rinascimento Luca Pacioli. Il manoscritto, dedicato alla marchese di Mantova Isabella d'Este, riporta più di cento problemi di scacchi.
Basandosi sulla lunga frequentazione di Pacioli con Leonardo da Vinci, e sul fatto che quest'ultimo abbia illustrato il volume De divina proportione sempre di Pacioli, alcuni studiosi ipotizzano che lo stesso Leonardo possa aver contribuito all'opera disegnando alcuni dei problemi che appaiono nel manoscritto o alcuni dei pezzi usati negli stessi.
Per lungo tempo creduto perduto, il manoscritto - di proprietà della Fondazione Palazzo Coronini Cronberg onlus di Gorizia - venne ritrovato nel 2006 a Gorizia dal bibliologo Duilio Contin tra i 22.000 volumi della biblioteca del conte Guglielmo Coronini Cronberg, temporaneamente depositati presso l'Archivio di Stato di Gorizia.